# Parrocchie civili del Leicestershire
Questa è una lista delle parrocchie civili del Leicestershire, Inghilterra.

## Blaby
- Aston Flamville
- Blaby
- Town of Braunstone
- Cosby
- Countesthorpe
- Croft
- Elmesthorpe
- Enderby
- Glenfield (Glenfields)
- Glen Parva
- Huncote
- Kilby
- Kirby Muxloe
- Leicester Forest East
- Leicester Forest West
- Narborough
- Potters Marston
- Sapcote
- Sharnford
- Stoney Stanton
- Thurlaston
- Whetstone
- Wigston Parva

## Charnwood
Loughborough non è coperta da parrocchie.
- Anstey
- Barkby
- Barkby Thorpe
- Barrow upon Soar
- Beeby
- Birstall
- Burton on the Wolds
- Cossington
- Cotes
- East Goscote
- Hathern
- Hoton
- Mountsorrel
- Newtown Linford
- Prestwold
- Queniborough
- Quorndon
- Ratcliffe on the Wreake
- Rearsby
- Rothley
- Seagrave
- Shepshed
- Sileby
- South Croxton
- Swithland
- Syston
- Thrussington
- Thurcaston and Cropston (unione di Thurcaston and Cropston)
- Thurmaston
- Ulverscroft
- Walton on the Wolds
- Wanlip
- Woodhouse
- Wymeswold

## Harborough
Market Harborough non è coperta da parrocchie.
- Allexton
- Arnesby
- Ashby Magna
- Ashby Parva
- Billesdon
- Bittesby
- Bitteswell
- Blaston
- Bringhurst
- Broughton Astley
- Bruntingthorpe
- Burton Overy
- Carlton Curlieu
- Catthorpe
- Claybrooke Magna
- Claybrooke Parva
- Cold Newton
- Cotesbach
- Cranoe
- Drayton
- Dunton Bassett
- East Langton
- East Norton
- Fleckney
- Foxton
- Frisby
- Frolesworth
- Gaulby
- Gilmorton
- Glooston
- Goadby
- Great Bowden
- Great Easton
- Great Glen
- Gumley
- Hallaton
- Horinghold
- Houghton on the Hill
- Hungarton
- Husbands Bosworth
- Ilston on the Hill
- Keyham
- Kibworth Beauchamp
- Kibworth Harcourt
- Kimcote and Walton
- King's Norton
- Knaptoft
- Laughton
- Launde
- Leire
- Little Stretton  (come "Stretton Parva")
- Loddington
- Lowesby
- Lubenham
- Lutterworth
- Marefield
- Medbourne
- Misterton with Walcote (come "Misterton")
- Mowsley
- Nevill Holt
- North Kilworth
- Owston and Newbold
- Peatling Magna
- Peatling Parva
- Rolleston
- Saddington
- Scraptoft
- Shangton
- Shawell
- Shearsby
- Skeffington
- Slawston
- Smeeton Westerby
- South Kilworth
- Stockerston
- Stonton Wyville
- Stoughton
- Swinford
- Theddingworth
- Thorpe Langton
- Thurnby and Bushby  (come "Thurnby")
- Tilton
- Tugby and Keythorpe   (come "Tugby")
- Tur Langton
- Ullesthorpe
- Welham
- West Langton
- Westrill and Starmore
- Willoughby Waterleys
- Wistow Cum Newton Harcourt  (come "Wistow")
- Withcote

## Hinckley and Bosworth
Hinckley non è coperta da parrocchie.
- Bagworth and Thornton
- Barlestone
- Burbage
- Cadeby
- Carlton
- Desford
- Earl Shilton
- Groby
- Higham on the Hill
- Market Bosworth
- Markfield
- Nailstone
- Newbold Verdon
- Osbaston
- Peckleton
- Ratby
- Shackerstone
- Sheepy
- Stanton-under-Bardon
- Stoke Golding
- Sutton Cheney
- Twycross
- Witherley

## Leicester
Leicester non è coperta da parrocchie.

## Melton
Melton Mowbray non è coperta da parrocchie.
- Ab Kettleby
- Asfordby
- Belvoir
- Bottesford
- Broughton and Old Dalby
- Buckminster
- Clawson, Hose and Harby  (come "Clawson and Harby")
- Croxton Kerrial
- Eaton
- Freeby
- Frisby on the Wreake (formata nel 2005 dividendo Frisby and Kirkby )
- Gaddesby
- Garthorpe
- Grimston
- Hoby with Rotherby
- Kirkby Bellars (formata nel 2005 dividendo Frisby and Kirkby )
- Knossington and Cold Overton
- Redmile
- Saxelbye
- Shoby
- Scalford
- Somerby
- Sproxton
- Stathern
- Twyford and Thorpe
- Waltham on the Wolds and Thorpe Arnold, rinominata da "Waltham" nel 2006
- Wymondham

## North West Leicestershire
Coalville non è coperta da parrocchie.
- Appleby Magna
- Ashby Woulds †
- Ashby-de-la-Zouch †
- Bardon
- Belton Leicestershire)
- Breedon on the Hill
- Castle Donington
- Charley
- Chilcote
- Coleorton
- Ellistown and Battleflat (2002)
- Heather
- Ibstock
- Isley cum Langley
- Kegworth
- Lockington cum Hemington
- Long Whatton
- Measham
- Normanton le Heath
- Oakthorpe and Donisthorpe
- Osgathorpe
- Packington
- Ravenstone with Snibston
- Snarestone
- Staunton Harold
- Stretton en le Field
- Swannington
- Swepstone
- Worthington

## Oadby and Wigston
Oadby e Wigston non sono coperte da parrocchie.